# Cookbury
Cookbury – wieś w Anglii, w hrabstwie Devon, w dystrykcie Torridge.